# Alf Andersen
Alf Andersen   (Drammen, 15 de maig de 1906 - Frogn, 12 d'abril de 1975) va ser un saltador amb esquís noruec que va competir durant la dècada de 1920 i 1930.
El 1928 va prendre part en els Jocs Olímpics de Sankt Moritz, on guanyà la medalla d'or en la prova de salt amb esquís.
El 1935 guanyà la medalla de bronze al Campionat del Món d'esquí nòrdic a Vysoké Tatry. Tot i aquests èxits internacionals mai guanyà cap medalla a nivell nacional.